# 洛讷 (夏朗德省)
洛讷（法語：Lonnes，法語發音：[lɔn]）是法国夏朗德省的一个市镇，属于孔福朗区。

## 地理
洛讷（45°56'21"N, 0°9'56"E）面积7.51 平方千米，位于法国新阿基坦大区夏朗德省，该省份为法国西部内陆省份，北起德塞夫勒省和维埃纳省，东临上维埃纳省，东南至多尔多涅省，南至多爾多涅省，西接滨海夏朗德省。
与洛讷接壤的市镇（或旧市镇、城区）包括：舍农、丰特尼耶、瑞耶、萨勒德维勒法尼昂、夏朗德河畔韦尔特伊、夏朗德河畔欧纳克。

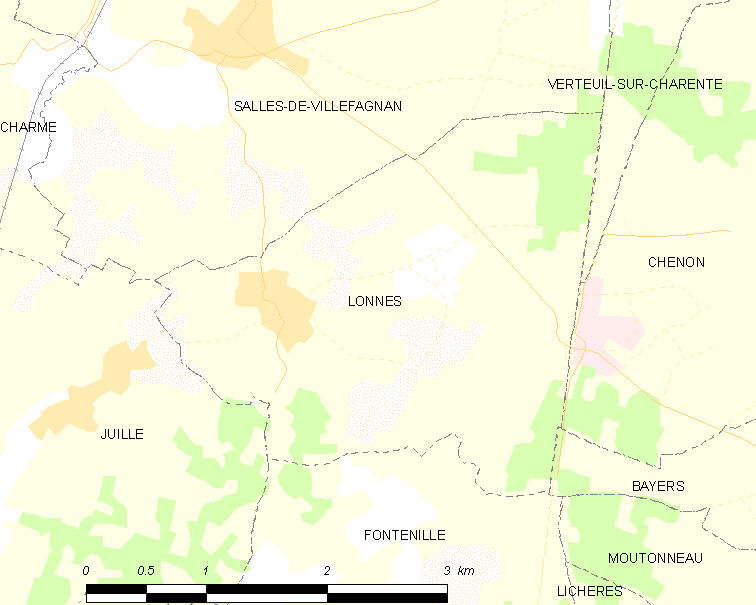
的OSM定位图

洛讷的时区为UTC+01:00、UTC+02:00（夏令时）。

## 行政
洛讷的邮政编码为16230，INSEE市镇编码为16191。

## 政治
洛讷所属的省级选区为布瓦克斯-芒卢瓦县。

## 人口

1962-2008年间人口变化图示

洛讷于2022年1月1日时的人口数量为188人。